# شهرستان ادیر (کنتاکی)
شهرستان ادیر، کنتاکی (به انگلیسی: Adair County, Kentucky) یک سکونتگاه مسکونی در ایالات متحده آمریکا است که در کنتاکی واقع شده‌است.